# Brantley Gilbert/Diskografie
Diese Diskografie ist eine Übersicht über die musikalischen Werke des US-amerikanischen Country-Rock-Sängers Brantley Gilbert. Den Schallplattenauszeichnungen zufolge hat er bisher mehr als 27,5 Millionen Tonträger verkauft. Seine erfolgreichste Veröffentlichung ist die Single Bottoms Up mit mehr als sieben Millionen verkauften Einheiten.

## Alben

### Studioalben
| Jahr | Titel Musiklabel                       | Höchstplatzierung, Gesamtwochen, AuszeichnungChartplatzierungen (Jahr, Titel, Musiklabel, Platzierungen, Wochen, Auszeichnungen, Anmerkungen) | Höchstplatzierung, Gesamtwochen, AuszeichnungChartplatzierungen (Jahr, Titel, Musiklabel, Platzierungen, Wochen, Auszeichnungen, Anmerkungen) | Anmerkungen                                               |
| Jahr | Titel Musiklabel                       | US | Country | Anmerkungen                                               |
| ---- | -------------------------------------- | --- | --- | --------------------------------------------------------- |
| 2009 | A Modern Day Prodigal Son Average Joes | US38 (3 Wo.)US | Country58 (35 Wo.)Country | Erstveröffentlichung: 27. Oktober 2009                    |
| 2010 | Halfway to Heaven Average Joes         | US4 Platin · (135 Wo.)US | Country2 (171 Wo.)Country | Erstveröffentlichung: 16. März 2010 Verkäufe: + 1.000.000 |
| 2014 | Just as I Am Valory Records            | US2 Platin · (101 Wo.)US | Country1 (114 Wo.)Country | Erstveröffentlichung: 19. Mai 2014 Verkäufe: + 1.000.000  |
| 2017 | The Devil Don’t Sleep Valory Records   | US2 Gold · (25 Wo.)US | Country1 (60 Wo.)Country | Erstveröffentlichung: 27. Januar 2017 Verkäufe: + 500.000 |
| 2019 | Fire & Brimstone Valory Records        | US9 (8 Wo.)US | Country1 (19 Wo.)Country | Erstveröffentlichung: 4. Oktober 2019                     |
| 2022 | So Help Me God Valory Records          | — | Country35 (1 Wo.)Country | Erstveröffentlichung: 10. November 2022                   |
| 2024 | Tattoos Valory Records                 | — | Country42 (1 Wo.)Country | Erstveröffentlichung: 13. September 2024                  |

### Kompilationen
| Jahr | Titel Musiklabel                 | Anmerkungen                         |
| ---- | -------------------------------- | ----------------------------------- |
| 2015 | Read Me My Rights Valory Records | Erstveröffentlichung: 16. März 2015 |

## Singles

### Als Leadmusiker
| Jahr | Titel Album                                       | Höchstplatzierung, Gesamtwochen, AuszeichnungChartplatzierungen (Jahr, Titel, Album, Platzierungen, Wochen, Auszeichnungen, Anmerkungen) | Höchstplatzierung, Gesamtwochen, AuszeichnungChartplatzierungen (Jahr, Titel, Album, Platzierungen, Wochen, Auszeichnungen, Anmerkungen) | Anmerkungen                                                                                             |
| Jahr | Titel Album                                       | US | Country | Anmerkungen                                                                                             |
| --- | ------------------------------------------------- | --- | --- | --- |
| 2010 | Kick It in the Sticks Halfway to Heaven           | US— ×2DoppelplatinUS | Country29 (19 Wo.)Country | Erstveröffentlichung: 22. Februar 2010 Verkäufe: + 2.000.000                                            |
| 2010 | My Kind of Crazy Halfway to Heaven                | US— PlatinUS | — | Erstveröffentlichung: 2010 Verkäufe: + 1.000.000                                                        |
| 2011 | Them Boys Halfway to Heaven                       | — | — | Erstveröffentlichung: 24. Januar 2011                                                                   |
| 2011 | Country Must Be Country Wide Halfway to Heaven    | US50 ×2Doppelplatin · (21 Wo.)US | Country1 (37 Wo.)Country | Erstveröffentlichung: 25. April 2011 Verkäufe: + 2.000.000                                              |
| 2011 | You Don’t Know Her Like I Do Halfway to Heaven    | US49 ×2Doppelplatin · (24 Wo.)US | Country1 (34 Wo.)Country | Erstveröffentlichung: 12. Dezember 2011 Verkäufe: + 2.000.000                                           |
| 2012 | More Than Miles Halfway to Heaven                 | US73 Gold · (19 Wo.)US | Country21 (29 Wo.)Country | Erstveröffentlichung: 15. Oktober 2012 Verkäufe: + 500.000                                              |
| 2013 | Bottoms Up Just as I Am                           | US20 ×7Siebenfachplatin · (25 Wo.)US | Country1 (26 Wo.)Country | Erstveröffentlichung: 17. Dezember 2013 Verkäufe: + 7.000.000                                           |
| 2014 | Small Town Throwdown Just as I Am                 | US67 Gold · (11 Wo.)US | Country13 (17 Wo.)Country | Erstveröffentlichung: 19. Mai 2014 feat. Justin Moore & Thomas Rhett; Verkäufe: + 500.000               |
| 2014 | One Hell of an Amen Just as I Am                  | US44 ×2Doppelplatin · (18 Wo.)US | Country5 (31 Wo.)Country | Erstveröffentlichung: 10. November 2014 Verkäufe: + 2.000.000                                           |
| 2015 | Stone Cold Sober Just as I Am                     | US— GoldUS | Country23 (23 Wo.)Country | Erstveröffentlichung: 31. August 2015 Verkäufe: + 500.000                                               |
| 2016 | The Weekend The Devil Don’t Sleep                 | US64 ×2Doppelplatin · (20 Wo.)US | Country9 (38 Wo.)Country | Erstveröffentlichung: 8. August 2016 Verkäufe: + 2.000.000                                              |
| 2017 | The Ones That Like Me The Devil Don’t Sleep       | — | Country22 (30 Wo.)Country | Erstveröffentlichung: 12. Juni 2017                                                                     |
| 2019 | What Happens in a Small Town Fire & Brimstone     | US53 Platin · (14 Wo.)US | Country7 (47 Wo.)Country | Erstveröffentlichung: 14. Januar 2019 feat. Lindsay Ell; Verkäufe: + 1.000.000                          |
| 2019 | Welcome to Hazeville Fire & Brimstone             | US— GoldUS | — | Erstveröffentlichung: 19. April 2019 feat. Colt Ford, Lukas Nelson & Willie Nelson; Verkäufe: + 500.000 |
| 2019 | Fire’t Up Fire & Brimstone                        | — | — | Erstveröffentlichung: 2. Dezember 2019                                                                  |
| 2020 | Hard Days Fire & Brimstone                        | US95 Gold · (1 Wo.)US | Country27 (11 Wo.)Country | Erstveröffentlichung: 15. Juni 2020 Verkäufe: + 500.000                                                 |
| 2021 | The Worst Country Song of All Time So Help Me God | — | Country31 (1 Wo.)Country | Erstveröffentlichung: 18. Juni 2021 feat. Toby Keith & Hardy                                            |
| 2022 | Rolex on a Redneck So Help Me God                 | US— GoldUS | Country41 (1 Wo.)Country | Erstveröffentlichung: 25. März 2022 Verkäufe: + 500.000; feat. Jason Aldean                             |
| 2022 | Son of the Dirty South So Help Me God             | US— GoldUS | Country48 (2 Wo.)Country | Erstveröffentlichung: 24. Juni 2022 Verkäufe: + 500.000; feat. Jelly Roll                               |
| 2022 | Heaven by Then So Help Me God                     | — | — | Erstveröffentlichung: 10. November 2022 feat. Blake Shelton                                             |
| 2024 | Off the Rails – Tattoos                           | — | — | Erstveröffentlichung: 8. März 2024                                                                      |
| 2024 | Over When You’re Sober Tattoos                    | — | — | Erstveröffentlichung: 21. Juni 2024 feat. Ashley Cooke                                                  |
| 2024 | Me and My House Tattoos                           | — | — | Erstveröffentlichung: 18. Juli 2024 feat. Struggle Jennings & Demun Jones                               |
| 2024 | Dirty Money Tattoos                               | — | — | Erstveröffentlichung: 16. August 2024 feat. Justin Moore                                                |
| Folgende Lieder erschienen nicht als Single, wurden aber durch das Album zum Download und Streaming bereitgestellt und konnten somit eine Platzierung erlangen: |                                                   | | | |
| |                                                   | | | |
| 2014 | My Baby’s Guns ’n’ Roses Just as I Am             | US87 (1 Wo.)US | Country18 (2 Wo.)Country | Charteinstieg: 17. Mai 2014                                                                             |
| 2014 | 17 Again Just as I Am                             | US90 (1 Wo.)US | Country19 (1 Wo.)Country | Charteinstieg: 24. Mai 2014                                                                             |
| 2014 | If You Want a Bad Boy Just as I Am                | — | Country47 (1 Wo.)Country | Charteinstieg: 7. Juni 2014                                                                             |
| 2015 | Read Me My Rights Just as I Am                    | — | Country46 (1 Wo.)Country | Charteinstieg: 6. Juni 2015                                                                             |
| 2017 | Outlaw in Me The Devil Don’t Sleep                | — | Country45 (1 Wo.)Country | Charteinstieg: 21. Januar 2017                                                                          |
| 2017 | Tried to Tell Ya The Devil Don’t Sleep            | — | Country47 (1 Wo.)Country | Charteinstieg: 28. Januar 2017                                                                          |
| 2017 | You Could Be That Girl The Devil Don’t Sleep      | — | Country50 (1 Wo.)Country | Charteinstieg: 11. Februar 2017                                                                         |
| 2019 | Not Like Us Fire & Brimstone                      | — | Country48 (1 Wo.)Country | Charteinstieg: 24. Juli 2019                                                                            |
| 2019 | Man That Hung the Moon Fire & Brimstone           | — | Country44 (1 Wo.)Country | Charteinstieg: 29. Juni 2019                                                                            |

### Als Gastmusiker
| Jahr | Titel Album                               | Höchstplatzierung, Gesamtwochen, AuszeichnungChartplatzierungen (Jahr, Titel, Album, Platzierungen, Wochen, Auszeichnungen, Anmerkungen) | Höchstplatzierung, Gesamtwochen, AuszeichnungChartplatzierungen (Jahr, Titel, Album, Platzierungen, Wochen, Auszeichnungen, Anmerkungen) | Anmerkungen |
| Jahr | Titel Album                               | US | Country | Anmerkungen |
| ---- | ----------------------------------------- | --- | --- | --- |
| 2008 | Dirt Road Anthem Ride Through the Country | US— GoldUS | — | Erstveröffentlichung: 2. Dezember 2008 Colt Ford feat. Brantley Gilbert; Verkäufe: + 500.000                                                  |
| 2019 | Blue on Black And Justice for None        | US66 Platin · (1 Wo.)US | — | Erstveröffentlichung: 12. April 2019 Verkäufe: + 1.000.000; Five Finger Death Punch feat. Kenny Wayne Shepherd, Brantley Gilbert & Brian May  |
| 2020 | Maybe It’s Time Sno Babies (OST)          | — | — | Erstveröffentlichung: 21. August 2020 Sixx:A.M. feat. Joe Elliott, Ivan Moody, Slash, Corey Taylor, Awolnation, Brantley Gilbert & Tommy Vext |
| 2024 | Cop a Truck Serving Country               | — | — | Erstveröffentlichung: 2. August 2024 Yung Gravy feat. Brantley Gilbert                                                                        |

## Videografie

### Musikvideos
- 2010: Kick It in the Sticks
- 2010: My Kind of Crazy
- 2011: Country Must Be Country Wide
- 2011: You Don’t Know Her Like I Do
- 2012: More Than Miles
- 2013: Bottoms Up
- 2014: Small Town Throwdown
- 2015: One Hell of an Amen
- 2015: Stone Cold Sober
- 2016: The Weekend
- 2018: The Ones That Like Me
- 2019: What Happens in a Small Town
- 2019: Welcome to Hazeville
- 2020: Fire’t Up
- 2021: The Worst Country Song of All Time
- 2021: Gone But Not Forgotten
- 2022: How to Talk to Girls
- 2022: Son of the Dirty South
- 2023: Heaven by Then

## Statistik

### Chartauswertung
|                     | US    | Country         |
| ------------------- | ----- | --------------- |
| Nummer-eins-Alben   | US—US | Country3Country |
| Top-10-Alben        | US4US | Country4Country |
| Alben in den Charts | US5US | Country7Country |

|                       | US     | Country          |
| --------------------- | ------ | ---------------- |
| Nummer-eins-Singles   | US—US  | Country3Country  |
| Top-10-Singles        | US—US  | Country6Country  |
| Singles in den Charts | US12US | Country24Country |

### Auszeichnungen für Musikverkäufe
| Goldene Schallplatte - Vereinigte Staaten - 2023: für das Lied Dirt Road Anthem - 2024: für das Lied Fall into Me |

Anmerkung: Auszeichnungen in Ländern aus den Charttabellen bzw. Chartboxen sind in ebendiesen zu finden.
| Land/RegionAuszeichnungen für Musikverkäufe (Land/Region, Auszeichnungen, Verkäufe, Quellen) | Gold       | Platin       | Verkäufe   | Quellen  |
| -------------------------------------------------------------------------------------------- | ---------- | ------------ | ---------- | -------- |
| Vereinigte Staaten (RIAA)                                                                    | 11× Gold11 | 22× Platin22 | 27.500.000 | riaa.com |
| Insgesamt                                                                                    | 11× Gold11 | 22× Platin22 |            |          |